# Cuautitlán
Cuautitlán (Cuauhtitlan in lingua nahuatl) è uno dei 125 comuni dello Stato del Messico e il nome del suo centro amministrativo. Confina a nord con i comuni di Teoloyucan e Zumpango, ad ovest con Tepotzotlán e Cuautitlán Izcalli, a sud con Tultitlán e ad est con Tultepec, Melchor Ocampo e Nextlalpan. Data la sua vicinanza alla capitale messicana, è diventato parte della Zona Metropolitana di Città del Messico.
Il territorio del comune si trova a un'altitudine di circa 2.200 m s.l.m., la popolazione complessiva è di 110.345 abitanti. La città di Cuautitlán, il suo centro amministrativo, conta 97.686 abitanti.